# Wonderful Rainbow
Albums de Lightning Bolt
Ride the Skies
(2001) Hypermagic Mountain
(2005)
Wonderful Rainbow est un album de Lightning Bolt, sorti en 2003.

## L'Album
Il fait partie des 1001 albums qu'il faut avoir écoutés dans sa vie.

## Titres
Tous les titres sont crédités au nom du groupe. 
1. Hello Morning (0:55)
2. Assassins (3:43)
3. Dracula Mountain (5:11)
4. 2 Towers (7:08)
5. On Fire (4:42)
6. Crown of Storms (5:09)
7. Longstockings (3:17)
8. Wonderful Rainbow (1:29)
9. 30,000 Monkies (3:50)
10. Duel in the Deep (6:16)

## Musiciens
- Brian Chippendale : batterie, voix
- Brian Gibson : basse